# 마요케비에스트주

마요케비에스트주

마요케비에스트주(프랑스어: Région du Mayo-Kebbi Est, 아랍어: منطقة مايو كيبي الشرقي)는 차드 남서부에 위치한 주로, 주도는 봉고르이며 4개 현(카비아현, 마요레미현, 마요보네예현, 몽딜리현)을 관할한다.